# Middellandse Zeespelen 1991
De Middellandse Zeespelen 1991 vormden de elfde editie van de Middellandse Zeespelen. Ze werden gehouden van 28 juni tot en met 12 juli 1991 in de Griekse hoofdstad Athene.
De Spelen van 1991 trokken 2762 atleten, bijna 800 meer dan in Latakia in 1987. Het was de eerste en tot op heden enige keer dat de Spelen plaatsvonden in Griekenland.
Italië sloot de Spelen af als aanvoerder van het medailleklassement, op ruime afstand gevolgd door Frankrijk en Turkije. Gastland Griekenland moest zich tevreden stellen met de zesde plaats.

## Sporten
Op deze Spelen stonden er 23 sporten op het programma, zes meer dan vier jaar eerder. In 214 onderdelen konden medailles worden behaald.
| Atletiek Basketbal Boksen Gewichtheffen Golf Gymnastiek Handbal Judo | Kanovaren Paardensport Roeien Schermen Schietsport Schoonspringen Tafeltennis Tennis | Voetbal Volleybal Waterpolo Wielersport Worstelen Zeilen Zwemmen |

## Medaillespiegel
| Plaats | Land        | Goud | Zilver | Brons | Totaal |
| 1      | Italië      | 67   | 49     | 52    | 168    |
| 2      | Frankrijk   | 48   | 57     | 34    | 139    |
| 3      | Turkije     | 23   | 11     | 12    | 46     |
| 4      | Spanje      | 22   | 39     | 49    | 110    |
| 5      | Joegoslavië | 16   | 13     | 9     | 38     |
| 6      | Griekenland | 9    | 21     | 30    | 60     |
| 7      | Algerije    | 9    | 3      | 5     | 17     |
| 8      | Egypte      | 8    | 10     | 17    | 35     |
| 9      | Marokko     | 5    | 5      | 10    | 20     |
| 10     | Syrië       | 4    | 2      | 5     | 11     |
| 11     | Cyprus      | 1    | 2      | 1     | 4      |
| 12     | Libanon     | 1    | 1      | 1     | 3      |
| 13     | Tunesië     | 1    | 0      | 5     | 6      |
| 14     | Albanië     | 0    | 4      | 4     | 8      |
| Totaal | Totaal      | 214  | 217    | 234   | 665    |

## Deelnemende landen
Aan de elfde Middellandse Zeespelen namen achttien landen deel, evenveel als vier jaar eerder. Libië, Malta, Monaco en San Marino waren de enige landen die geen medailles wisten te vergaren.
- Albanië
- Algerije
- Cyprus
- Egypte
- Frankrijk
- Griekenland

- Italië
- Joegoslavië
- Libanon
- Libië
- Malta
- Marokko

- Monaco
- San Marino
- Spanje
- Syrië
- Tunesië
- Turkije